# BELIEVE IN
『BELIEVE IN』（ビリーヴ・イン）は、谷村有美のデビュー・アルバム。1987年11月21日にCBS・ソニーから発売された。

## 概要
デビューシングル「Not For Sale」と同日発売。全曲編曲を大村雅朗が担当。谷村は後に、アルバム単位で楽曲全曲を自身で手がけるが、今作から暫くアルバムには作家提供による楽曲が多数収録された。

## 収録曲
| 全編曲: 大村雅朗。 |                              |            |              |       |
| #                  | タイトル                     | 作詞       | 作曲         | 時間  |
| 1.                 | 「予感 -I'm Ready to love-」 | MASAGORO   | 谷村有美     | 4:21  |
| 2.                 | 「未完成」                   | 山田ひろし | 上田薫       | 5:01  |
| 3.                 | 「Not For Sale」             | 谷村有美   | 谷村有美     | 4:40  |
| 4.                 | 「星のダンスを見においで」   | 山田ひろし | 井上ヨシマサ | 3:22  |
| 5.                 | 「ためいき色のタペストリー」 | 谷村有美   | 大村雅朗     | 4:09  |
| 6.                 | 「BIRTHDAY」                 | 山田ひろし | 大村雅朗     | 5:04  |
| 7.                 | 「Bye Bye Black Jack」       | MASAGORO   | 上田薫       | 4:18  |
| 8.                 | 「恋待月夜」                 | 山田ひろし | 谷村有美     | 4:16  |
| 9.                 | 「Gentle Rainに意地悪」      | 山田ひろし | 小森田実     | 4:57  |
| 10.                | 「Melody」                   | 谷村有美   | 井上ヨシマサ | 4:21  |
| 合計時間:          | 合計時間:                    | 合計時間:  | 合計時間:    | 44:29 |

## 参加ミュージシャン
- Piano：富樫春生・西本明・山崎孝
- E.Bass：高水健司
- Drums：青山純・長谷部徹
- E.Guitar：松下誠・松原正樹
- Latin Percussion：浜口茂外也
- Alto&Baritone.Sax：Jake H. Conception
- Tennor.Sax：金城寛文
- Trumpet・Flugelhorn：数原晋
- Trumpet：荒木敏男
- Trombone：西山健治
- Chorus：比山清（比山貴詠史）・木戸泰弘・新倉芳美
- Strings：加藤ジョー･グループ
- Synthesizer Operator：松武秀樹・藤井丈司・迫田到